# Probabilitatea de satisfacere a folosințelor în gospodărirea apelor
Probabilitatea de satisfacere a folosințelor  sau gradul de siguranță în gospodărirea apelor (numită uneori, în mod impropriu ‘’’asigurare’’’) reprezintă un indicator al siguranței în funcționare a sistemelor de gospodărire a apelor sau al riscului ca aceste resurse să fie insuficiente pentru a permite funcționarea nerestricționată a folosințelor.

## Istoric
Primii cercetători care au scos în evidență faptul că procesele de gospodărire a apelor sunt procese stohastice au fost cercetătorii ruși S. N. Krițki și M.F. Menkel.  în anii 1930. Ei au arătat că din cauza variației debitelor cursurilor de apă, nu poate exista o garanție că ele vor fi suficiente pentru satisfacerea unui anumit necesar de apă. Există posibilitatea de a determina o anumită probabilitate cu care necesarul de apă va fi satisfăcut, care în anumite condiții poate fi foarte mare, dar nu poate în niciun caz fi o certitudine. Ei au numit această probabilitate grad de siguranță (rusă обеспечение). Acest termen a fost inițial impropriu tradus prin  asigurare.
Deoarece caracterul stohastic al proceselor de gospodărire a apelor decurge din caracterul stohastic al fenomenelor hidrologice și, în general, aceste fenomene sunt caracterizate printr-o ciclicitate anuală, în aplicațiile lor S.N. Krițki și M.F. Menkel au adoptat același criteriu anual pentru gospodărirea apelor. După cum în hidrologie se operează cu debite maxime, medii și minime anuale ei au adoptat ca criteriu pentru probabilitatea de satisfacere a folosințelor numărul anilor în care folosințele sunt integral satisfăcute.
Trebuie ținut seama de faptul că, în anii 1930 când au emis acest principiu, majoritatea folosințelor erau satisfăcute în regim natural al cursurilor de apă. Numărul lacurilor de acumulare pentru regularizarea cursurilor de apă era redus iar situațiile în care existau mai mult decât un lac pentru satisfacerea nevoilor dintr-un bazin hidrografic era cu totul neglijabil. De aceea, probabilitatea de satisfacere a folosințelor era legată de probabilitatea de depășire a unui debit minim annual dat. De aceea,  determinarea gradului de risc era legată practic exclusiv de prelucrările datelor hidrologice privind debitele minime, fie pe bază de înregistrări directe, fie prin metode indirecte în amplasamentele unde nu existau date hidrologice suficiente. 
Metoda avea o ipoteză implicită care a fost frecvent ignorată în evoluțiile ulterioare. Dacă se lua în considerare exclusiv regimul natural al cursurilor de apă, și probabilitatea era legată de debitele minime ale cursurilor de apă, chiar dacă apăreau ani în care debitele cursurilor de apă scădeau sub aceste valori minime, ducând la întreruperi ale folosințelor, aceste întreruperi erau relativ scurte ca durată, iar gradul de restricție al folosințelor era de asemenea limitat. 
Noțiunea de probabilitate de satisfacere a folosințelor a continuat să fie aplicată, chiar în momentul în care s-a trecut la sisteme de gospodărire a apelor complexe, cu multe lacuri de acumulare, care modificau în mare măsură regimul natural de scurgere. În asemenea condiții, ipoteza inițială a lui S. N. Krițki și M.F. Menkel nu mai era valabilă, perioadele de restricții putând fi mult mai lungi decât cele care apăreau în regim natural iar gradul de restricționare putea fi mult mai mare, ajungând chiar la restricționare totală. Totuși, în practica gospodăririi apelor, noțiunea de probabilitate de satisfacere a continuat să fie utilizată.
Un alt element nou a apărut în momentul în care lucrările de gospodărire a apelor au început să fie utilizate pentru irigații. Necesarul de apă pentru irigații este și el o variabilă stohastică, depinzând de variațiile precipitațiilor și temperaturii din zone în care sunt amplasate terenurile irigate. Deși există unele corelații dintre regimul cursurilor de apă și necesarul de apă al irigațiilor, această corelație nu este foarte strânsă. Regimul cursurilor de apă nu depinde decât în mică măsură de precipitațiilor din zonele irigate și este influențat într-o măsură mult mai mare de precipitațiile din zona de formare a debitelor (în general zonele montane și colinare) care, în special în cazul bazinelor hidrografice mari, pot diferi în foarte mare măsură de cele din zona de șes unde sunt localizate irigațiile. Drept consecință, în cazul bazinelor amenajate și în special a celor în care irigațiilor sunt un consumator de apă important, probabilitatea de satisfacere a folosințelor nu mai poate fi legată probabilistic doar de datele hidrologice. În asemenea cazuri apare necesitatea analizei probabilităților în condițiile suprapunerii a două sau mai multe fenomene stohastice diferite.

## Probabilitatea de satisfacere a folosințelor de apă

### Tipuri de probabitate de satisfacere a folosințelor
Odată admis caracterul stohastic al proceselor de gospodărire a apelor, au fost utilizate în diferite țări diferite moduri de definire a gradului de satisfacere a folosințelor. Dintre acestea, cele mai uzuale sunt  :
- - limita raportului dintre numărul de ani în care cerințele sunt integral asigurate (m) și numărul total de ani analizați (n), când numărul total de ani tinde spre infinit:

{\displaystyle p=\lim _{n\to \;\infty }{\frac {m}{n}}}                         (1)
- - limita raportului dintre durata de funcționare fără întreruperi (t) și durata totală luată în calcul (T), când durata totală tinde spre infinit:

{\displaystyle p=\lim _{T\to \;\infty }{\frac {t}{T}}}                           (2)
- - limita raportului dintre volumul de apă care este prelevabil de către o folosință (vT) și volumul total necesar (VT) pe aceeași perioadă, când durata perioadei T tinde spre infinit:

{\displaystyle p=\lim _{T\to \;\infty }{\frac {v_{T}}{V_{T}}}}                                 (3)

Principial ar putea fi luate în considerare și alți indicatori, de exemplu, limita raportului dintre producția efectiv realizabilă într-un anumit interval de timp (în care în unele perioade s-au introdus restricții) și producția teoretic realizabilă în acel interval dacă nu s-ar fi introdus restricții. Totuși calcularea unor asemenea indicatori ar impune numeroase ipoteze discutabile, încât ei ar ajunge să nu fie foarte semnificativi. 
Dintre indicatorii prezentați, în practică a fost utilizat numai primul criteriu. Pentru acest criteriu, în cazul unui șir finit de ani, probabilitatea de satisfacere a folosințelor mai poate fi definită ca reprezentând speranța matematică a raportului dintre numărul de ani în care folosințele sunt integral satisfăcute și numărul total de ani ai perioadei finite luate în considerare. În practică, aceasta înseamnă că dacă această speranță matematică este p  - definită conform formulei (1), -  raportul efectiv dintre anii cu necesarul de apă integral satisfăcut și numărul total de ani: 
{\displaystyle k={\frac {m}{n}}}                                        (4)
poate fi mai mare sau mai mic decât speranța matematică p, abaterile având posibilitatea de a fi cu atât mai mari cu cât durata de calcul este mai mică.

## Probleme de eșantionaj
Calculele de gospodărire a apelor se efectuează pornindu-se de la datele hidrologice, iar în cazul necesarului de apă al folosințelor și de la datele meteorologice, înregistrate pe un anumit număr de ani din trecut. Se admite în general că aceste șiruri de date sunt reprezentative din punct de vedere statistic, În ultimii ani, această ipoteză a fost contestată de specialiștii care susțin existența unor schimbări climatice, care au demonstrat că, cel puțin în unele cazuri, mediile glisante ale datelor termice pe un șir dat de ani arată o anumită tendință de creștere a temperaturilor. Influența acestor schimbări asupra datelor hidrologice nu este încă suficient documentată.
Ipoteza de bază admite că, dacă șirul de ani pe care există date hidrologice, care din punct de vedere statistic reprezintă un eșantion al populației totale, este reprezentativ, atunci datele statistice ale eșantionului pot fi considerate o estimare a datelor statistice pentru întreaga populație. De asemenea, cunoscând tipul de funcție de distribuție a datelor hidrologice (de obicei o distribuție de tip Pearson de gradul III), se poate stabili lungimea eșantionului necesar pentru ca rezultatele obținute să se încadreze într-un interval de încredere dat. Ca ordin de mărime, pentru datele hidrologice, lungimea acestui eșantion trebuie să fie de ordinul a 50 – 70 ani.
Această lungime a eșantionului de calcul caracteristic a fost considerată valabilă și pentru calculele de gospodărire a apelor. Această ipoteză nu a fost demonstrată niciodată și este în sine discutabilă. Dificultatea rezultă din cauza faptului că în hidrologie parametri statistici se referă de cele mai multe ori la valori izolate, ceea ce în gospodărirea apelor este valabil numai pentru gospodărirea apelor în regim natural, fără lucrări de regularizare a debitelor. În cazul calculelor de gospodărire a apelor în sisteme cu lacuri de acumulare, factorul caracteristic îl constituie succesiunile de debite. În principiu, succesiunile de debite mici sunt reprezentative pentru perioadele deficitare, în care lacurile de acumulare trebuie golite pentru acoperirea cerințelor de apă ale folosințelor, iar succesiunile de debite mari sunt reprezentative pentru cele excedentare, în care excedentele servesc la umplerea lacurilor de acumulare. Pentru a fi reprezentative și a da rezultate statistic valabile, lungimea eșantioanelor utilizate în studiile de gospodărire a apelor trebuie să fie sensibil mai mare decât cea pentru prelucrarea unor valori izolate. În asemenea cazuri elementul care este prelucrat statistic îl constituie ciclul de umplere și golire al lacurilor de acumulare. În cazurile extreme, al unor lacuri de regularizare superanuală, eșantionul de calcul de 50 –70 de ani ar putea să nu cuprindă decât un număr foarte redus de asemenea cicluri, insuficient pentru o prelucrare statistică.
Concluzia este că, chiar dacă se acceptă noțiunile de probabilitate de satisfacere a folosințelor, determinarea practică a acestor valori este legată de probleme de eșantionaj. În majoritatea situațiilor practice, aceste probleme de eșantionaj sunt neglijate. De aceea calculele făcute pe baza unor șiruri de valori hidro-meteorologice din trecut, sunt valabile pentru acest șir, dar valabilitatea extrapolării lor la șirurile din viitor este din punct de vedere statistic foarte discutabilă. 

## Probabilități normate
| Tipul folosinței                              | Probabilitateae normată de satisfacere |
| --------------------------------------------- | -------------------------------------- |
| CENTRALE ELECTRICE                            |                                        |
| Centrale hidroelectrice                       | 90 – 95%                               |
| Termocentrale                                 | 95 – 97%                               |
| ALIMENTĂRI CU APĂ INDUSTRIALĂ                 |                                        |
| Întreprinderi industriale de interes național | 95 – 97%                               |
| Întreprinderi industriale de interes local    | 90 – 95%                               |
| ALIMENTĂRI CU APĂ POTABILĂ                    |                                        |
| Orașe industriale                             | 95%                                    |
| Orașe mijlocii                                | 90%                                    |
| Centre populate în mediul rural               | 80%                                    |
| IRIGAȚII                                      |                                        |
| Culturi de legume                             | 80%                                    |
| Culturi de câmp                               | 75%                                    |
| AMENAJĂRI PISCICOLE                           |                                        |
| Pepiniere                                     | 85%                                    |
| Alte amenajări piscicole                      | 75%                                    |
| CAI NAVIGABILE                                |                                        |
| Căi navigabile magistrale                     | 95%                                    |
| Căi navigabile secundare                      | 85 – 90%                               |

Odată acceptat principiul că procesele de gospodărire a apelor sunt procese stohastice, se punea problema de a defini ce probabilitate de satisfacere a folosințelor este acceptabilă și cum trebuie determinată această probabilitate.
Autoritățile sovietice au considerat că trebuie introdusă o probabilitate normată pe care toate proiectele de lucrări de gospodărire a apelor trebuiau să o respecte, indiferent de variațiile condițiilor naturale sau ale celor economice pe un teritoriu atât de vast ca cel al Uniunii Sovietice. Pe de altă parte însă, autoritățile sovietice au apreciat că probabilitatea de satisfacere a folosințelor trebuie diferențiată după importanța folosințelor pentru economia națională. Astfel a fost introdus un sistem de probabilități normate diferențiat, în care folosințele agricole (irigațiile, alimentările rurale) puteau fi satisfăcute cu un grad de siguranță mai redus, pe când alimentarea cu apă a industriilor trebuia să aibă gradul de siguranță cel mai ridicat, alte folosințe având grade se siguranță intermediare. Astfel, în perioadele de secetă, când resursele de apă nu mai erau suficiente pentru a satisface toate nevoile, se reducea cantitatea de apă livrată agriculturii, și pe urmă populației orășenești, reducerea putând ajunge până la sistarea completă a livrării de apă, pe când industriile puteau continua să funcționeze fără nicio restricție.
La baza acestui sistem stăteau trei premize:
- - Fundamentarea ideologică care ținea seama de faptul că industria era partea importantă a economiei sovietice. Încă din anii de secetă din perioada 1927 – 1934, autoritățile staliniste au lăsat să moară de foame zeci de mii de țărani, confiscându-le toată recolta, pentru a satisface nevoile de hrană ale muncitorilor industriali precum și nevoile de export, care permiteau importul de utilaje pentru dezvoltarea industrială. De altfel, chiar dacă nu cu aceleași excese, asemenea tendințe au fost ulterior înregistrate și în alte țări unde regimuri socialiste ajunseseră la putere, inclusiv România. Sistemul normat de probabilități normate nu era altceva decât o încercare de a cuantifica aceste priorități ideologice, cu intenția de a nu lăsa aceste priorități la aprecierea oricăror proiectanți.

- - Structura de proprietate socialistă care ținea seama că marea majoritate a mijloacelor de producție erau proprietatea statului; chiar și diferitele forme de proprietate colectivă din agricultură erau practic tot controlate de stat. Întreaga țară era de fapt o uriașă întreprindere economică cu un singur proprietar. După cum, dacă într-o întreprindere oarecare apare o defecțiune care reduce alimentarea cu apă, conducerea întreprinderii decide ce secții sau unități trebuie oprite, tot așa, într-un sistem practic total etatizat, statul este singurul care are dreptul decide cum trebuie alocate resursele existente și aceasta se realiza prin probabilitățile normate de satisfacere a folosințelor.

- - Planificarea socialistă în cadrul căreia realizările în producție erau planificate și raportate în special ca valori anuale. De aceea, adoptarea definiției probabilității de satisfacere ca raport dintre anii satisfăcuți și anii totali, permitea ilustrarea riscului de nerealizare a planului annual de producție, ca urmare a lipsei resurselor de apă necesare.

După cel de al doilea război mondial, țările socialiste au adoptat același principiu al probabilităților normate, chiar dacă valorile normate pentru diferite folosințe au variat de la o țară la alta, fără deosebiri importante. În general. în diferitele țări socialiste, aceste probabilități sau asigurări au fost reglementate prin standarde de stat.  
Cu toate acestea, chiar în aceste condiții, sistemul a fost contestat. Astfel de exemplu, în România, Ion Teodorescu, Andrei Filotti și Vasile Chiriac afirmau că ‘’“în numeroase cazuri practice utilizarea acestui mod de definire a probabilității de satisfacere duce la rezultate ilogice”’’ 
Pe de altă parte însă, nicăieri în țările democratice nu s-au adoptat probabilități normate și, cu atât mai puțin,  probabilități normate pe folosințe. Tocmai argumentele care au determinat regimurile de tip socialist să adopte aceste probabilități, au constituit motivele care au împiedicat țările cu regimuri democratice și cu o economie de piață să adopte probabilități normate și diferențiate pe folosințe. Astfel pot fi prezentate următoarele contraargumente cu privire la introducerea unor asemenea norme;
- - Principiul echității sociale conform căruia, în situații de criză, restricțiile trebuie suportate de întreaga populație, dacă nu egal, cel puțin în mod echitabil, astfel încât să nu fie lovite păturile cele mai vulnerabile ale populației. Un principiu care are ca efect faptul că un agricultor își pierde toată recolta, pentru că i se oprește apa pentru irigații, pe când în același timp un orășean dispune de toată apa pe care o dorește pentru activități cum ar fi umplerea piscinelor, spălatul automobilelor. udatul florilor și a peluzelor nu poate fi aplicat într-un regim democratic.

- - Criteriul economic conform căruia factorul economic nu poate fi ignorat în luarea unor decizii cum sunt cele din domeniul gospodăririi apelor. Având în vedere variația condițiilor naturale pe teritoriul unei țări, costul apei în sine și costul livrării ei cu o anumită asigurare este diferit pentru fiecare amplasament. De asemenea, consecințele unei întreruperi a alimentării cu apă variază. De aceea, analizele trebuie să determine în fiecare caz care este riscul acceptabil, iar, în cadrul unui proiect, acest risc trebuie să fie egal pentru toți utilizatorii.

Faptul că probabilitățile normate sunt legate de sistemul economic al diferitelor țări și de fapt reprezintă o cuantificare a ideologiei socialiste, nu este totdeauna perceput. Astfel, în multe țări cu o economie de tranziție, sistemul de probabilități normate a fost menținut în practică și standardele respective nu au fost abrogate. Motivul îl constituie mai puțin o dorință de a menține practici specifice unui regim socialist ci, mai degrabă, o neînțelegere a fundamentării ideologice a noțiunii. Astfel, de exemplu, în România, Legea  Apelor din 1996  prevede:

Satisfacerea cerințelor de apă ale populației are prioritate față de folosirea apei în alte scopuri. De asemenea, au prioritate, față de alte folosințe, alimentarea cu apă pentru animale, refacerea rezervei intangibile de apă după incendii, precum și debitele necesare menținerii echilibrului ecologic al habitatului acvatic.
Restrângerea utilizării apei potabile pentru populație, în folosul altor activități, este interzisă.

Cu toate acestea atât standardele cât și metodologiile vechi, care conțin prevederi exact contrarii, și acordă prioritate industriei, au rămas în vigoare.

## Metode pentru studiul proceselor stohastice din gospodărirea apelor
În țările cu o economie de piață și cu un regim democratic este în general acceptat punctul de vedere că lucrările de gospodărire apelor necesită analize mult mai detaliate decât simpla satisfacere a necesarului de apă al folosințelor cu o probabilitate normată. Există diferite metode care sunt utilizate în acest scop. Toate metodele recunosc faptul că procesele de gospodărire a apelor sunt procese stohastice complexe. De aceea, chiar dacă unele metode nu sunt specifice studiului proceselor stohastice, toate sunt legate de prelucrări probabilistice ale rezultatelor. În cele ce urmeazâ se prezintă orientările generale ale acestor calcule.

### Modele matematice de simulare
Modelele matematice de simulare mai constituie încă principala metodă de analiză a proceselor de gospodărire a apelor. Ele permit să se analizeze efectele pe care diferite amenajări de gospodărire a apelor sau diferite reguli de exploatare le au asupra regimului debitelor din bazin.  Modelele matematice de simulare nu sunt specifice unor procese stohastice. Rezultatele obținute sunt însă ulterior prelucrate statistic cu alte programe.  În acest mod de abordare, diferiții parametri statistici sunt apoi analizați. iar situația preferabilă este aleasă de la caz la caz, ținând seama de specificul fiecărui bazin hidrografic sau proiect de gospodărire a apelor în parte.
Elaborarea unor asemenea modele este costisitoare și necesită eforturi însemnate. De aceea, în multe țări dezvoltate, elaborarea modelelor nu revine sectorului privat ci este finanțată de stat. În această privință este demn de citat exemplul Statelor Unite. În 1969,  a fost înființat Institutul pentru Resurse de Apă (Institute for Water Resources) în subordinea Corpului de Ingineri al Armatei Americane (US Army Corps of Engineers), organizație care are responsabilitatea proiectării, execuției și exploatării majorității lucrărilor de gospodărire a apelor de pe teritoriu Statelor Unite. În cadrul acestui Institut, funcționează, ca organizație autonomă, Centrul de Inginerie Hidrologică (The Hydrologic Engineering Center - HEC) care are drept sarcină permanentă elaborarea și ținerea la zi a programelor de calcul pentru gospodărirea apelor. Pentru evitarea confuziilor trebuie menționat că, în organizarea din Statele Unite, prelucrările hidrologice nu revin acestui centru ci sunt coordonate de alte instituții. La nivelul anului 2006 prevederile bugetare pentru acoperirea cheltuielilor Centrului de Inginerie Hidrologică se ridică la peste 15 milioane dolari SUA din care aproximativ 50% acoperă regia generală a centrului și 50% cheltuielile pentru elaborarea modelelor și alte activități legate de acestea. .  De la înființarea centrului, cheltuielile totale ale bugetului Statelor Unite pentru activitata Centrului de Inginerie Hidrologică, care în mare parte au fost utilizate pentru elaborarea și testarea modelelor de gospodărire a apelor depășește 200 milioane dolari. Nu sunt cuprinse costurile diferiților beneficiari care au utilizat modelele pentru diferite aplicații concrete. De asemenea, nu sunt cuprinse cercetările pentru metode noi de calcul efectuate de diferite universități sau unități comerciale, deși și o parte din acestea sunt acoperite din fonduri publice.
Fiind finanțate din buget, deci din taxele contribuabililor, programele respective sunt puse gratuit la dispoziția celor interesați. Majoritatea programelor pot fi descărcate direct pe calculator. Centrul colaborează și cu diferite firme particulare cu care organizează cursuri de pregătire în utilizarea programelor. Aceste firme pot de asemenea adapta programele la nevoile specifice ale anumitor beneficiari, deși asemenea cazuri sunt relativ rare, deoarece programele cuprind un număr mare de opțiuni.
Existența unui centru care se ocupă permanent de problemă, permite o adaptare continuă a programelor de calcul la nevoile etapei prezente.  De asemenea, ea permite crearea unor echipe de cadre specializate de înalt nivel, care pot asigura o continuitate care ar fi greu de atins dacă modelele ar fi fost elaborate exclusiv prin contracte cu firme particulare. 
Experiența din Statele Unite ale Americii dovedește că:
- - preocupările legate de metodologiile de gospodărire a apelor și în particular cele de modelare matematică a sistemelor de gospodărire a apelor sunt operații costisitoare, care și în cadrul unei economii de piață, depășesc considerabil posibilitățile sectorului particular și pot fi întreprinse numai dacă sunt finanțate de stat;

- - preocupările metodologice și punerea la punct a modelelor matematice reprezintă o activitate continuă și nu un efort de moment, care poate fi terminat la un moment dat.

### Modele matematice de optimizare
Modelele de optimizare, în general legate de programarea lineară, de programarea nelineară sau de programarea dinamică utilizează șiruri de date hidrometeorologice pentru a determina modul de comportare a unui sistem de gospodărire a apelor. Aceste modele nu sunt specifice studiului unor fenomene stohastice. Totuși ele pot fi utilizate pentru asemenea studii, prin aplicarea la diferite eșantioane și prin prelucrarea statistică a rezultatelor obținute.
Modelele de optimizare sunt în general adecvate pentru maximizarea sau minimizarea unei anumite funcții obiectiv. În gospodărirea apelor există de cele mai multe ori, obiective diferite, adeseori contradictorii. În asemenea cazuri se aplică diferite tehnici multiobiectiv. Și în acest caz, obiectivele pot fi caracterizate prin parametri statistici,

### Metode Monte Carlo
S-a amintit anterior, că fenomenele de gospodărire a apelor sunt puternic influențate de succesiunile de perioade secetoase și ploioase și de amploarea acestor perioade. Chiar dacă se ia în considerare un șir de ani pe care există înregistrări de date hidrometeorologice, nu se poate determina cât de reprezentativ este acest eșantion, în privința succesiunilor respective. Una din soluțiile preconizate pentru rezolvarea problemei o reprezintă utilizarea metodelor Monte Carlo în calculele de gospodărire a apelor ,
În principiu, metoda Monte Carlo constă în generarea artificială a unor șiruri de valori care ar putea reprezenta un alt eșantion al populației statistice analizate. Aceste eșantion general respectă regulile statistice ale eșantionului de bază, cum sunt valorile medii ale debitelor și altor parametri în diferite secțiuni sunt egale, legile de distribuție ale diferiților parametri sunt aceleași și se respectă diferitele legi de corelație statistică în timp și în spațiu. Se pot obține astfel, mai multe șiruri de valori generate care ar putea constitui alte eșantioane de date de bază pe care să se studieze comportarea sistemelor de gospodărire a apelor. Acest studiu se efectuează în principiu  utilizându-se modele de simulare sau alte tipuri de modele.  Rezultatele obținute pentru diferitele eșantioane sunt apoi analizate statistic. 

### Aplicarea logicii vagi (fuzzy) în gospodărirea apelor
Dificultatea de bază pe care toate metodele anterioare nu au reușit să o rezolve a fost, în fond, legată de definirea imprecisă a regimului de restricții a folosințelor. Din moment ce se adopta o logică binară, existau doar două situații posibile:
- - cerințele de apă ale folosințelor sunt integral satisfăcute, astfel încât folosințele își pot desfășura activitatea neîntrerupt.
  - cerințele de apă ale folosințelor nu sunt integral satisfăcute, astfel încât folosințele întâmpină dificultăți în desfășurarea activității.

Toate cazurile care se încadrează în cea de a doua categorie sunt considerate identice. Un an este considerat la fel de neasigurat dacă cantitatea de apă livrată este de 90% într-o singură perioadă de calcul sau în cazul extrem în care alimentarea cu apă este complet întreruptă pe tot intervalul.
Din punct de vedere matematic, în concepția clasică, un an (sau eventual un alt interval de timp) poate face parte fie din mulțimea anilor asigurați fie a celor neasigurați, existând o regulă precisă care delimitează cele două mulțimi, regulă numită matematic „funcție indicatoare” (indicator function).
Spre deosebire de logica binară, care acceptă numai două situații opuse, o afirmație fiind fie adevărată, fie falsă (fără nicio posibilitate intermediară) , logica vagă sau fuzzy admite și diferite situații între cele două extreme. Logica vagă a fost pentru prima oară introdusă în 1965 de Prof. Lotfi Zadeh de la Universitatea Berkley din California Statele Unite,

În principiu, logica vagă face posibilă introducerea unor valori de apartenență (membership values) între 0 și 1, care permit cuantificarea unor concepte imprecise exprimate lingvistic prin cuvinte ca puțin, mult, foarte s.a. 
În logica vagă (fuzzy) , se operează cu mulțimi vagi , iar teoria mulțimilor vagi permite stabilirea unei apartenențe graduale la cele două mulțimi, prin intermediul unei funcții de apartenență care înlocuiește funcția indicatoare din logica binară în stabilirea apartenenței unui element la una sau alta dintre mulțimi.

### Gospodărirea adaptivă a apelor
Gospodărirea adaptivă se bazează pe principiul de a învăța din greșelile anterioare. În cazul proceselor de gospodărire a apelor,  intervin atât elemente de cadrul natural cât și elemente de dezvoltare social-economică ale bazinelor hidrografice respective, elemente asupra cărora trebuie făcute anumite ipoteze. Este inerent ca unele ipoteze să nu fie total corecte, realitatea abătându-se dela ele în măsură sau mai mare. În plus, în decursul timpului, mai apare necesitatea de a face ipoteze noi, care în stadiul inițial nici nu fuseseră luate în considerare. Toate acestea justifică reluarea analizelor de gospodărire a apelor în condițiile unor ipoteze revizuite în lumina noilor condiții. 
Un element important în gospodărirea adaptivă a apelor îl constituie studiile sau bazinele pilot, al căror scop îl constituie testarea ipotezelor. Această fază este adesea complet neglijată sau efectuată prea repede, ajungându-se la aplicarea pe scară mare fără a se ajunge la o testare reală a ipotezelor și la corectarea ipotezelor greșite. 
Gospodărirea adaptivă nu este în sine direct legată de procese stohastice. În domeniul gospodăririi apelor totuși, o parte din ipoteze se referă la elemente statistice și verificarea se referă implicit și la ipotezele statistice care stau la baza studiilor respective. Pe lângă aceasta însă, gospodărirea adaptivă privește gospodărirea apelor la un nivel mai general decât problemele de dimensionare și de exploatare, care fac obiectul celorlalte tipuri de studii. Ele acoperă și alte domenii care au influență asupra proceselor de gospodărire a apelor, de exemplu domeniul economic și social. Metodele adaptive pot avea în vedere analiza comportamentului populației în fața unor situații de gospodărire a apelor, de exemplu, în situații de restricții. Dacă în alte metode, aceste restricții sunt exprimate printr-o statistică a necesarului de apă în condiții restricționate, în gospodărirea adaptivă se include și studii de modificare a comportamentului, de sensibilitate a populației la situații de restricții și altele de aceeași natură. De multe ori, procesele de gospodărire a apelor sunt legate de un proces de învățare a populației; astfel, după o perioadă de secetă, populația va fi mai sensibilă la problemele de restricții și va fi mai dispusă să aplice măsurile de restricții în mod organizat.
Gospodărirea adaptivă a apelor a ajuns să fie aplicată în domenii care în mod tradițional nu erau considerate adaptive. Astfel, în domeniul autorizațiilor de utilizare a apelor în prezent se aplică în unele cazuri autorizații adaptive, care nu se limitează la a permite a anumită utilizare, ci fixează și o variație în timp a autorizației, cu obligații variabile în timp atât pentru beneficiarul de folosinșă, cât și pentru orgazinația care furnizează apa.

### Aplicarea tehnologiilor de inteligență artificială în gospodărirea apelor.
În principiu, termenul de inteligență artificială se referă la dezvoltarea de programe care sunt capabile să simuleze modul de gândire uman și să le utilizeze pentru rezolvarea diferitor probleme practice. Inteligența artifială cuprinde o gamă largă de tehnologii relativ noi, cum sunt sistemele experte, rețelele neurale artificiale, algoritmele genetice, sistemele cu logică vagă (fuzzy) – discutate anterior – și altele. Recent, tehnologiile inteligenței artificiale au început să combine aceste metode, ajungând la sisteme hibride. 
Deși au fost făcute numeroase cercetări în acest domeniu și rezultatele obținute sunt foarte promițătoare, tehnicile de inteligență artificială nu au ajuns încă să fie aplicate pe scară largă. Este însă probabil ca, într-un viitor nu foarte îndepărtat, utilizarea lor să fie generalizată.

## Concluzii
Caracterul stohastic al proceselor de gospodărire a apelor impune o analiză probabilistică a acestor procese.
Limitarea aceastei analize la un singur parametru statistic, anume probabilitatea de satisfacere a folosințelor, s-a dovedit a fi excesiv de simplistă, în special pentru sisteme de gospodărire a apelor complexe, cu multe lucrări de gospodărire a apelor și cu folosințe multiple,  Totuși, acest parametru a fost acceptat în țările cu regimuri socialiste, iar valorile care trebuiau respectate au fost stabilite prin norme, reflectând obiectivele politice ale acestor țări. Deși premizele unei asemenea abordări nu mai sunt valabile, metodologiile respective mai continuă uneori să fie utilizate.
În situația actuală studiile de gospodărire a apelor nu mai iau în considerare un singur criteriu probabilistic, ci se bazează pe o analiză complexă a tuturor implicațiilor unui sistem de gospodărire a apelor. Există diferite tehnici care stau la dispoziția specialiștilor în gospodărirea apelor pentru efectuarea acestor analize.